# ولاية النيل الأزرق

ولاية النيل الأزرق

ولاية النيل الأزرق من ولايات السودان الجنوبية حسب تقسيم السودان بعد انفصال الجنوب في 2011. تجاورها من الشمال ولاية سنار ومن الشرق إثيوبيا ومن الغرب والجنوب دولة جنوب السودان. عاصمتها هي الدمازين. تم ترسيم الولاية في فبراير 1994.

## السكان
يُقدَّر عدد سكان الولاية بحوالي 618,029 نسمة حسب تعداد عام 1999. وينتمون إلى مختلف القبائل السودانية: الفونج، الأنقسنا، فازوغلي، البرتا، القُمز، البروّن، الرقاريق، الجمجم، الكدالو، الأدوك، الهمج الأفريقية و العدد الأكبر من هؤلاء.
وإلى جانبهم، توجد بعض القبائل الغربية(ولايات غرب السودان)، العربية والإثنيات المشتركة مع دولة جنوب السودان والمناطق الطرفية من دولة إثيوبيا.

## الاقتصاد
يرتكز اقتصادها على الزراعة، رعي المواشي والصيد، فتبلغ مساحة الأراضي الصالحة للرزاعة نسبة 20% من مساحة الولاية، وتشتهر بمحاصيل الدخن، الذُرة والفول السوداني ، بالإضافة إلى القطن والصمغ العربي، كما أنّ الولاية غنية بالثروة الحيوانية إذ تملك مايزيد عن 6,000,000 رأس من مختلف أنواع المواشي.
وتقدر المساحة الصالحة للزراعة الآلية المطرية بنحو 4.5 ملايين فدان، المستغل منها نحو 2.5 مليون فدان، أما الزراعة التقليدية فتقدر بنحو 170 ألف فدان.

## التقسيم الإداري

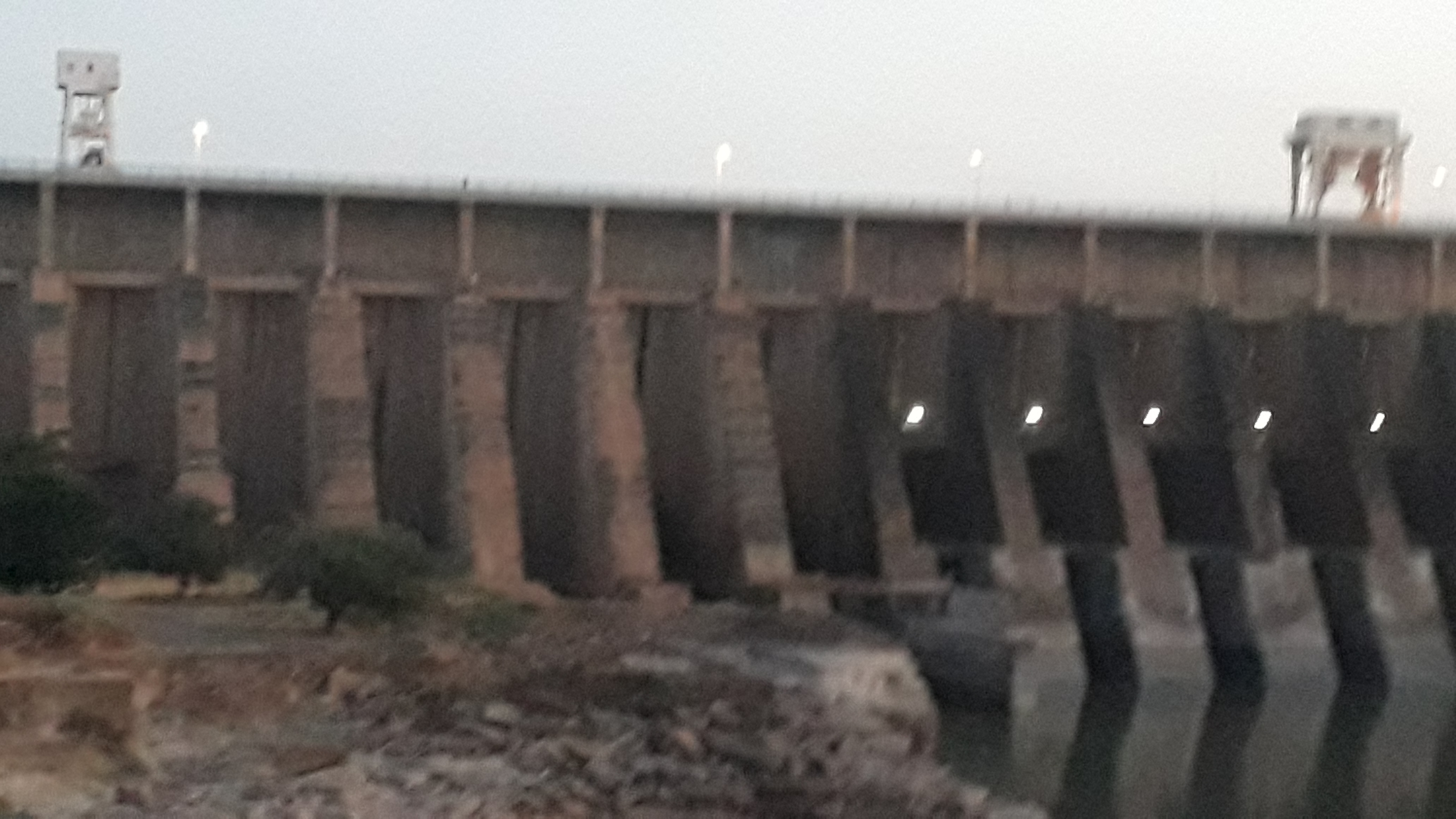
سد الروصيرص ولاية النيل الازق مُطلة على النيل الأزرق

تنقسم الولاية إدارياً إلى 7 محليات هي:
1. محلية الدمازين
2. محلية الروصيرص
3. محلية الكرمك
4. محلية باو
5. محلية قيسان
6. محلية ود الماحي
7. محلية التضامن و رئاسة الوحدة الإدارية مدينة بوط، تتكون هذه المحلية من سبعة مدن هي اقدي، رورو، الجمام ،جريوة ،قُلي ،بُك ،بوط.

## ولاة الولاية
- فبراير 1994 إلى ديسمبر 1997 عبد الله أبو فاطة عبد الله
- ديسمبر 1997 إلى يناير 2000 عبد الرحمن أبو مدين
- يناير 2000 إلى فبراير 2001 الهادي بشارة
- فبراير 2001 إلى 2003 حسن حمدان سليمان (فترة أولى)
- مايو 2003 إلى 2004 عبد الله عثمان الحاج
- 2004 إلى 2005 حسن حمدان سليمان (فترة ثانية)
- سبتمبر 2005 إلى يوليو 2007 عبد الرحمن محمد أبو مدين
- يوليو 2007 إلى سبتمبر 2011 مالك عقار ايير
- سبتمبر 2011 الي أبريل 2013 يحي محمد خير (فترة أولى)
- أبريل 2013 الي مايو 2018 حسين يس حامد[10]
- مايو 2018 إلى فبراير 2019 خالد حسين محمد عمر
- فبراير 2019 إلى ديسمبر 2020 عبد الرحمن نورالدائم، بعد ثورة ديسمبر[11]
- يناير 2021 إلى يوليو 2021 جمال عبدالهادي[12]
- يوليو2021إلى يومنا هذا أحمد العمدة بادي[13]

## معرض الصور

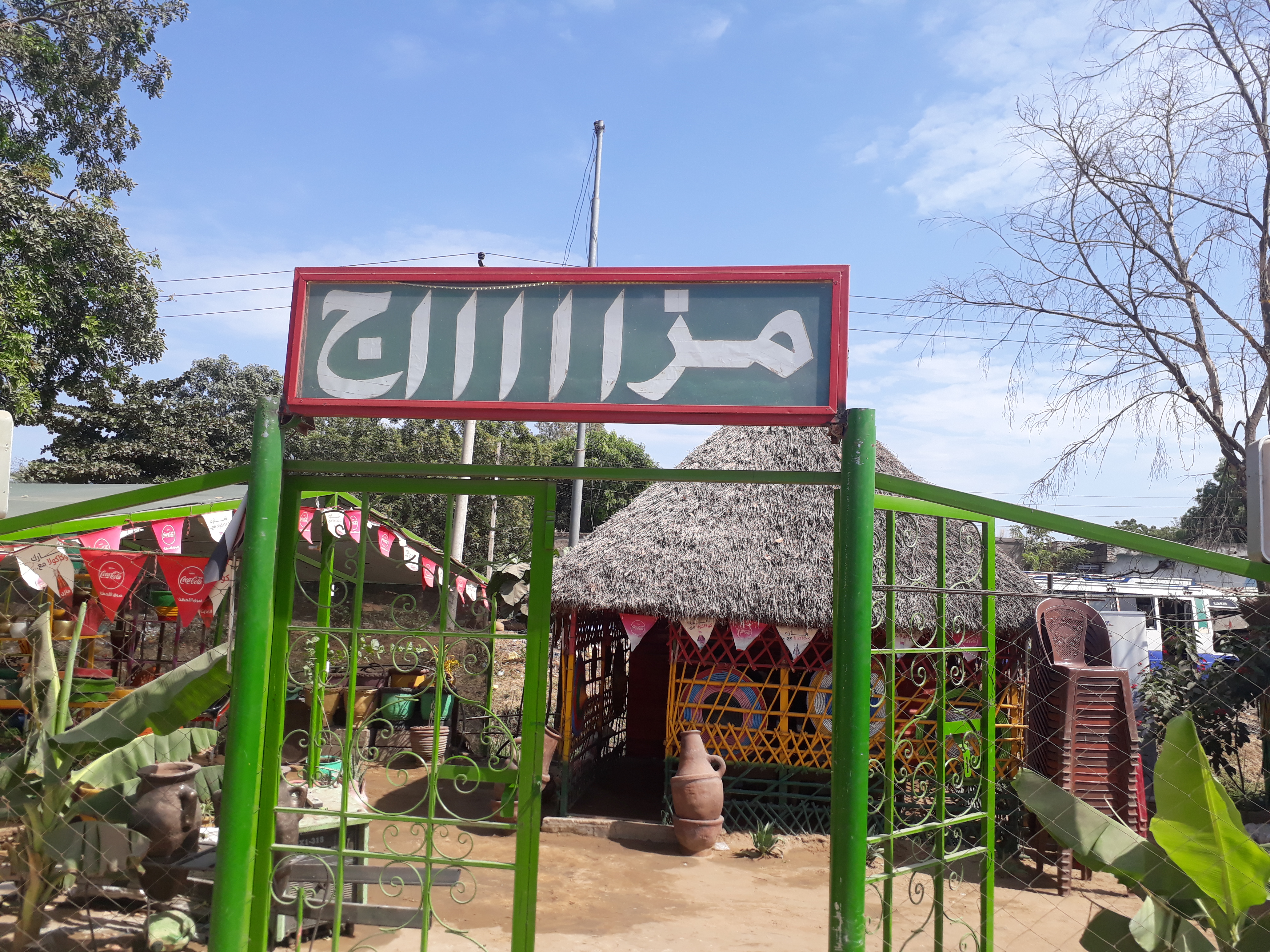
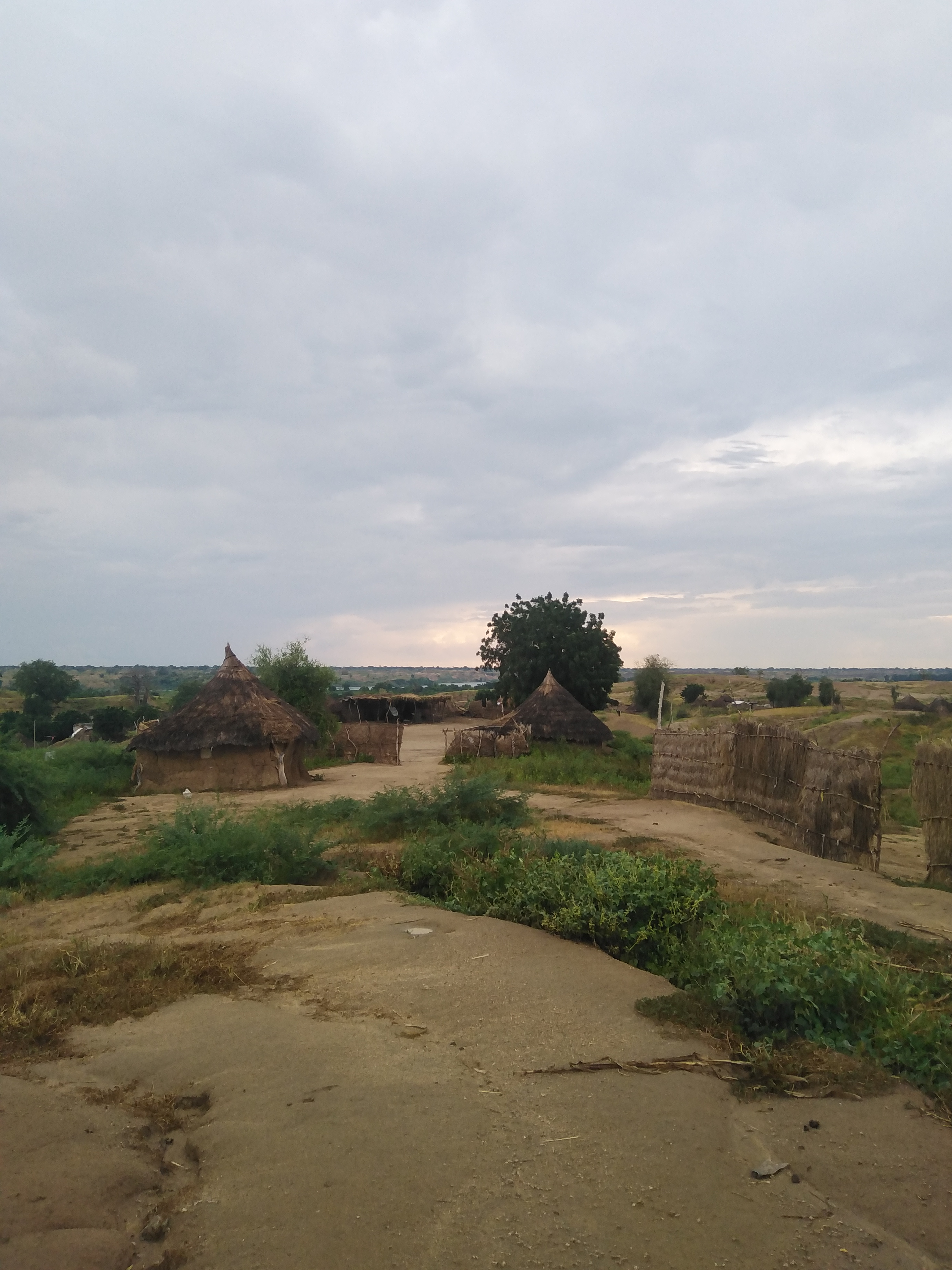
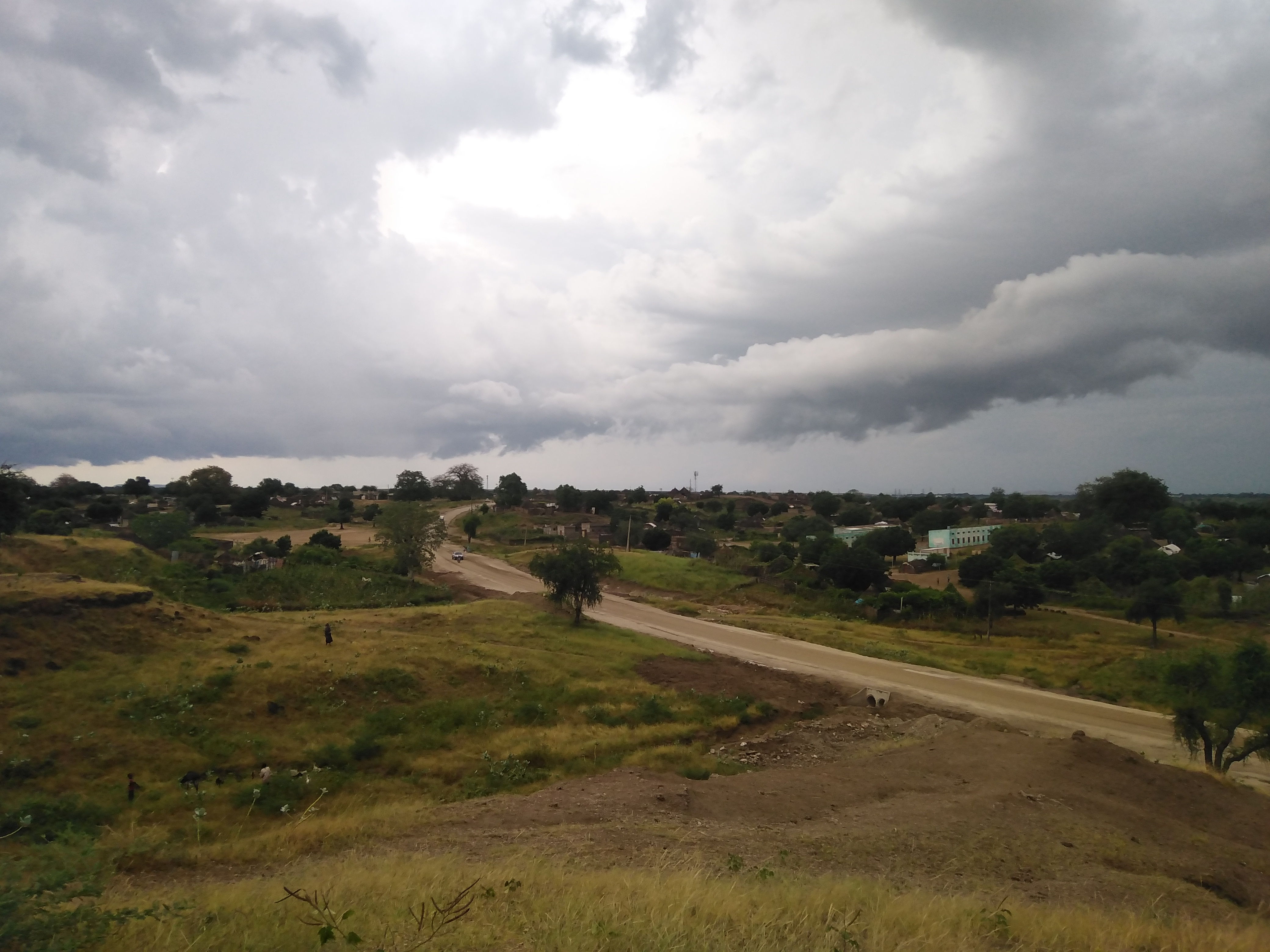

## للاستزادة
- أخبار بلادي.. السودان.. ولاية النيل الأزرق
- وصلة فيديو ذو علاقة " The Blue Nile Riverالأسطـ الحقيقية لنهر النيل الأزرق ــورة " BY www.youtube.com/haelfeshay على يوتيوب